# Spider Sabich
Vladimir Peter Sabich Jr. detto Spider (Sacramento, 10 gennaio 1945 – Aspen, 21 marzo 1976) è stato uno sciatore alpino statunitense.

## Biografia

### Carriera sciistica
Nato a Sacramento e cresciuto a Kyburz, nei pressi del lago Tahoe, Sabich, sciatore polivalente con maggior propensione alle prove tecniche, debuttò in campo internazionale in occasione del Vail Trophy 1963 (Vail, 9-10 febbraio), dove si classificò 9º nella discesa libera, 6º nello slalom speciale e 5º nella combinata, e nel 1965 si piazzò 3º nello slalom speciale della Roch Cup (Aspen, 29-31 gennaio).
In Coppa del Mondo esordì il 10 marzo 1967 a Franconia in discesa libera (21º) e ottenne il primo piazzamento a punti il 26 marzo seguente giungendo 6º nello slalom speciale disputato a Jackson Hole; l'anno dopo prese parte ai X Giochi olimpici invernali di Grenoble 1968, sua unica presenza olimpica, classificandosi 14º nello slalom gigante e 5º nello slalom speciale, e ottenne la sua unica vittoria, nonché primo podio, in Coppa del Mondo: il 7 aprile nello slalom speciale di Heavenly Valley.
Il 21 dicembre 1969 colse a Lienz l'ultimo podio in Coppa del Mondo, sempre in slalom speciale (3º), e ai successivi Mondiali di Val Gardena 1970, sua ultima presenza iridata, non completò né lo slalom gigante né lo slalom speciale; in Coppa del Mondo ottenne gli ultimi punti il 22 febbraio dello stesso anno a Jackson Hole in slalom speciale (9º), l'ultimo piazzamento il 5 gennaio 1971 a Berchtesgaden in slalom gigante (18º) e prese per l'ultima volta il via il 10 gennaio seguente a Madonna di Campiglio in slalom speciale, senza completare la gara.

### Altre attività
Abbandonato l'agonismo in quello stesso 1971, partecipò al circuito professionistico nordamericano (Pro Tour), aggiudicandosi il titolo nel 1971 e nel 1972 e riscuotendo particolare successo grazie al bell'aspetto e al carattere estroverso; continuò a gareggiare nei circuiti professionistici fino alla morte avvenuta nel 1976 quando Sabich fu ucciso dall'amante, l'attrice e cantante francese Claudine Longet, con un colpo di pistola giudicato colposo dalla magistratura.

## Palmarès

### Coppa del Mondo
- Miglior piazzamento in classifica generale: 11º nel 1969
- 4 podi (tutti in slalom speciale):
  - 1 vittoria
  - 1 secondo posto
  - 2 terzi posti

#### Coppa del Mondo - vittorie
| Data          | Località        | Paese       | Specialità |
| ------------- | --------------- | ----------- | ---------- |
| 7 aprile 1968 | Heavenly Valley | Stati Uniti | SL         |

Legenda:

SL = slalom speciale

### Campionati statunitensi
- 1 oro (discesa libera nel 1969)[9]

## Riconoscimenti
- U.S. Ski and Snowboard Hall of Fame (2020)[2]